# Karche
Karche (pers. کرخه, arab. الكرخة) – rzeka w zachodnim Iranie i południowo-wschodnim Iraku.
Źródła rzeki znajdują się w górach Zagros, w Iranie. Rzeka Karche płynie w kierunku południowo-wschodnim, a w dolnym biegu gwałtownie skręca na zachód w kierunku granicy iracko-irańskiej i wkrótce po jej przekroczeniu wpada do rzeki Tygrys, która z kolei w niewielkiej odległości łączy się z Eufratem w rzekę Szatt al-Arab.
Długość rzeki wynosi ok. 900 km, a powierzchnia jej dorzecza liczy 42 000 km².